# NGC 4573
NGC 4573 (również PGC 42167) – galaktyka spiralna z poprzeczką (SB0-a), znajdująca się w gwiazdozbiorze Centaura. Odkrył ją John Herschel 15 marca 1836 roku.